# Route nationale 4 (Roumanie)
Pour les articles homonymes, voir Route nationale 4.
La DN4 (Drumul Național 4) est une route nationale en Roumanie reliant Bucarest à Oltenița sur les rives du Danube, elle longe la rivière Argeș.